# Констелаціо Еспортіва
«Констелаціо Еспортіва» (кат. Constel·lació Esportiva) — професіональний андоррський футбольний клуб із міста Андорра-ла-Велья, заснований 1998 року. Розформований у 2000 році.

## Історія
Команда заснована в 1998 році. У сезоні 1998/99 років «Констелаціо Еспортіва» вперше брав участь в чемпіонаті Андорри і зайняв 5-те місце. У наступному сезоні 1999/00 клуб став чемпіоном Андорри та володарем Кубку Андорри, обігравши у фіналі «Енкамп» з рахунком 6:0. У серпні 2000 року «Констелаціо Еспортіва» брав участь в попередньому раунді Кубку УЄФА. Андоррці грали проти іспанського «Райо Вальєкано» і поступилися за сумою двох матчів (0:16).
Через численні фінансові порушення команда була виключена з чемпіонату Андорри, а пізніше припинила своє існування.
У складі команди грали четверо футболістів збірної Андорри — Маноло Жіменез (79 матчів, 1 гол), Роберто Хонас (30 матчів, 1 гол), Фелікс Альварес (9 матчів) і Жозеп Абелья (1 матч).

## Досягнення
- Прімера Дівізіо
  -  Чемпіон (1): 1999/2000

- Копа Констітусіо
  -  Володар (1): 1999/2000

## Статистика виступів у національних турнірах
| Сезон   | Дивізіон        | Місце в чемпіонаті | І  | В  | Н | П | ЗМ | ПМ | О  | Кубок Андорри | Примітки |
| ------- | --------------- | ------------------ | -- | -- | - | - | -- | -- | -- | ------------- | -------- |
| 1998/99 | Примера Дивізіо | 5                  | 22 | 11 | 2 | 9 | 52 | 32 | 35 |               |          |
| 1999/00 | Примера Дивізіо | 1                  | 12 | 12 | 0 | 0 | 70 | 6  | 36 | Переможець    |          |

## Виступи в єврокубках
| Сезон   | Змагання   | Раунд            | Суперник       | 1-ий матч | 2-Ий матч | Загальний рахунок |
| ------- | ---------- | ---------------- | -------------- | --------- | --------- | ----------------- |
| 2000/01 | Кубок УЄФА | Попередній раунд | Райо Вальєкано | 0:10      | 0:6       | 0:16              |

## Відомі гравці
- Маноло Жіменез
- Роберто Хонас
- Фелікс Альварес
- Жозеп Абелья